# Райново
Райново е село в Южна България. То се намира в община Димитровград, област Хасково, на 16,7 km югоизточно от общинския център Димитровград и на 30 km от Хасково, посока север – североизток.

## География
Село Райново е разположено на левия бряг на река Марица на площ 273 дка. Землището на селото е с площ 8150 дка, от които почти 7000 са широколистни гори. На запад граничи със Злато поле, на север – със землището на с.Бащино, на изток – с това на гр. Симеоновград, а на юг – с р. Марица. Землището на селото е с хълмист релеф и в по-голямата си част представлява широколистна, а на места смесена гора, включена в държавен горски фонд. Дивечовите запаси са на добро ниво и задържат трайно интереса на български и чуждестранни ловци.

## История
Липсват официални данни, но се предполага се, че възниква през Османско робство. За първи път е наблюдавано като населено място през 1878 г. по името Ресилии. От 20.11.1906 г. името е променено на Райново. През 1881 г. е включено в състава на Търново-Сейменска околия (дн. Симеоновград). До 1888 г. селището е било главно за околните села. Имало е две модерни речни мелници, обработващи зърното на стопаните от региона. През 1949 г. е включен в състава на общ. Златица (дн. с. Злато поле). От 1958 г. е част от община Брод, а след 1978 г. и понастоящем е към Община Димитровград.
В по-ново време историята записва изграждането на военен лагер в Райновската кория, на 3 км северно от селото. Личният състав на военнослужещите е надхвърлял 2000 души. Целта на този обект е била отбраната на новостроящия се Химически комбинат. През 1957 г. войниците са участвали в спасяването на покъщнина и добитък дошлите от наводнения. Подготовката на войниците е започнала на Лагер край Райново на 10 юни 1968 г. Наблягало са на политическата подготовка, прожектирали се филми. На 27.06.1968 г., към 3 часа следобяд, тръбата изсвирила тревога и всички войници напуснали лагера. Тръгнали в посока на Летище „Узунджово“. Още на високото, след Димитровград, видели как на летището кацат самолети АН12. В днешно време Лагера не е запазен, а за него напомня единствено пътеуказателна табела на входа на селото.
Райново е дало своите жертви по време на войните, в които е участвала България, на сградата на новото кметство има поставена паметна плоча.

## Население през годините
1934 г. – 317 жители;
 1946 г. – 331 жители;
 1956 г. – 276 жители;
 1965 г. – 263 жители;
 1975 г. – 198 жители;
 1985 г. – 169 жители;
 1992 г. – 146 жители;
 2001 г. – 115 жители;
 2011 г. – 69 жители;
 2021 г. – 64 жители

## Религии
Местното население е източноправославно.
През ноември 2021 г. в селото е издигнат православният параклис „Св. Николай Чудотворец“, по инициатива на местното църковно настоятелство и дарител.

## Обществени институции
До средата на 60-те години на XX век съществува местно основно училище, наименувано „Св. Св. Кирил и Методий“. Днес в сградата му, която няколко десетилетия бе изоставена, се помещават кметският наместник и приемна на полицейския инспектор.
На 22.04.2008 г. е основано Народно читалище „Марица“, което се помещава в сградата на старото кметство. Основната задача на читалището е да възроди обществения живот в селото. Множеството мероприятия, организирани от ръководството, включват както възстановяването на традиционни празници, така и осъществяването на екопроекти, целящи запазване на природата и подобряване на жизнената среда в селото и общината.

## Културни и природни забележителности
Южно, в непосредствена близост до селото, е река Марица, а на север – Райновската гора – богата на дивеч, подслонява и няколко от редките за България растителни видове като снежно кокиче, червена съсънка, птиче просо и златист залист. Западно край границата на землищата на Райново и Злато поле е защитената местност Златополе. Част от нея попада в местното землище. Местността представлява бивш меандър на р. Марица и дава място за гнездене, почивка и хранене на повече от 125 вида птици. Обитавана е също така и от редки мекотели, риби, земноводни, влечуги и бозайници. Растителният свят също е добре представен. По островите на Марица отново са се оформили подходящи местообитания. Тук се наблюдават над 125 вида птици, които през различните годишни сезони използват блатата за почивка, хранене, гнездене и зимуване. Фактът, че самата защитена местност в същността си е старо корито на р. Марица, я прави доста важна зона по трасето на най-големия вътрешен миграционен път на птиците в България. Почти 900 дка от обработваемата земя попадат в зоната на НАТУРА 2000 дава шанс за развитие на екоземеделието.

## Редовни събития
- 17 септември – Св. мчца София и трите ѝ дъщери Вяра, Надежда и Любов – празник на село Райново (от 2009 г.)

## Други
По брега на река Марица в землището на селото функционира пясъчна кариера. На границата с община Симеоновград се добиват строителни материали – гнайсошисти от находище „Райново“ с обща площ на кариерата 99,951 дка.
Проект за изграждане на микро ВЕЦ по поречието на р. Марица на границата между общините Хасково, Димитровград и Симеоновград.